# Under Attack
Az Under Attack a svéd ABBA második kimásolt kislemeze a The Singles: The First Ten Years című dupla válogatáslemezről. A dal a legtöbb országban csupán 1983-ban jelent meg, azonban az Egyesült Királyságban 1982. december 3-án debütált. Az Under Attack a 28. Polar Music által kiadott ABBA zene volt.

## Előzmények
Az "Under Attack" felvétele 1982. augusztus 2-4. között zajlott a Polar Music Stúdióban. A csapat eredetileg egy új stúdióalbumot tervezett, de a munkakörnyezeti feszültségek arra késztették őket, hogy határozatlan ideig szünetet tartsanak. Ennek eredményeképpen kiadták a The Singles: The First Ten Years című dupla válogatásalbumot. Ezen a lemezen hallható először a The Day Before You Came , mely 1982 októberében jelent meg kislemezen. Az "Under Attack" két meg nem jelent dalból álló fragmentumokat tartalmaz: a Just Like That" és a "Rubber Ball Man", című dalokat, melyet "Under My Sun"-ként emlegetnek.
1982. december 11-én az ABBA előadta a dalt a BBC Late Late Breakfast Show műsorában, mely gyakorlatilag az utolsó közös megjelenésük is volt.

## Videóklip
1982. november 16-án forgatták a dalhoz a klipet egy üres raktárban, egy piros jelzőfénnyel töltött szobában. A videó végén a csapat távozik, és a kamera hátulról mutatja őket, ahogy sétálnak a kijárat felé, jelezve ezzel azt hogy mind a négy tag kilép az ABBA világából.

## Fogadtatás
A dal nem volt kereskedelmi siker, így az ABBA népszerűsége csökkent, a korábbi dalok, Head over Heels, és a The Day Before You Came nem érték el az 1. helyezést, bár Belgiumban, és Hollandiában Top 5-ös slágerlistás helyezés volt, néhány Európai országban is Top 20-as helyezést sikerült elérnie, nem volt nagy siker. Az Egyesült Királyságban a 26., helyet érte el. Ausztráliában is csupán a 96. helyig jutott, így ez volt a legrosszabb helyezett a So Long óta. A kislemez megjelenése után a tagok szünetet tartottak, mely azonban a feloszlásukat eredményezte.
A Rolling Stone magazin a legjobb dalnak tartotta, amit három év alatt megjelentettek, annak ellenére, hogy nem volt kereskedelmi siker.
A dal a Mamma Mia! filmben nem szerepel,azonban a színházi előadásokban felcsendül.

## Slágerlista
| Slágerlista (1982-83)                    | Helyezések |
| ---------------------------------------- | ---------- |
| Ausztrália Australian Singles Chart      | 96         |
| Belgium Singles Chart                    | 2          |
| Egyesült Királyság British Singles Chart | 26         |
| Hollandia Dutch Singles Chart            | 5          |
| Finnország Finnish Singles Chart         | 16         |
| Franciaország French Singles Chart       | 43         |
| Németország German Singles Chart         | 22         |
| Írország Ír slágerlista                  | 11         |
| Lengyelország Polish Singles Chart       | 11         |
| Svájc Swiss Singles Chart                | 15         |

## Feldolgozások
- 2004-ben a holland ICE nevű előadó saját feldolgozását készítette el Ster Vir My című albumára.
- a hi/MRG eurodance előadó Abbacadabra készítette el a 2008-as válogatás albumára saját változatát. A We Love ABBA: The Mamma Mia Dance Compilation válogatást az Almighty Records adta ki, és az audio hangsávok elérhetők a kiadó honlapján.[8]

## Élő előadások
- A dalt Magnus Carlsson svéd énekes is előadta 2002-ben.[9]